# Wifislax
Wifislax es una distribución GNU/Linux en formato *.iso basada en Slackware con funcionalidades de LiveCD y LiveUSB pensada y diseñada para la auditoría de seguridad y relacionada con la seguridad informática en general.
Wifislax incluye una larga lista de herramientas de seguridad y auditoría listas para ser utilizadas, entre las que destacan numerosos escáner de puertos y vulnerabilidades, herramientas para creación y diseño de exploits, sniffers, herramientas de análisis forense y herramientas para la auditoría inalámbrica, además de añadir una serie de útiles lanzadores.
Posee una gran integración de varios controladores de red no oficiales en el núcleo Linux, y da así soporte inmediato para un gran número de tarjetas de red cableadas e inalámbricas.
La última versión lanzada para arquitectura de 32 bits, es la 4.12. Versiones posteriores solo están disponibles para arquitectura de 64 bits y se reinició el versionado a 1.0.